# Aichi-Universität

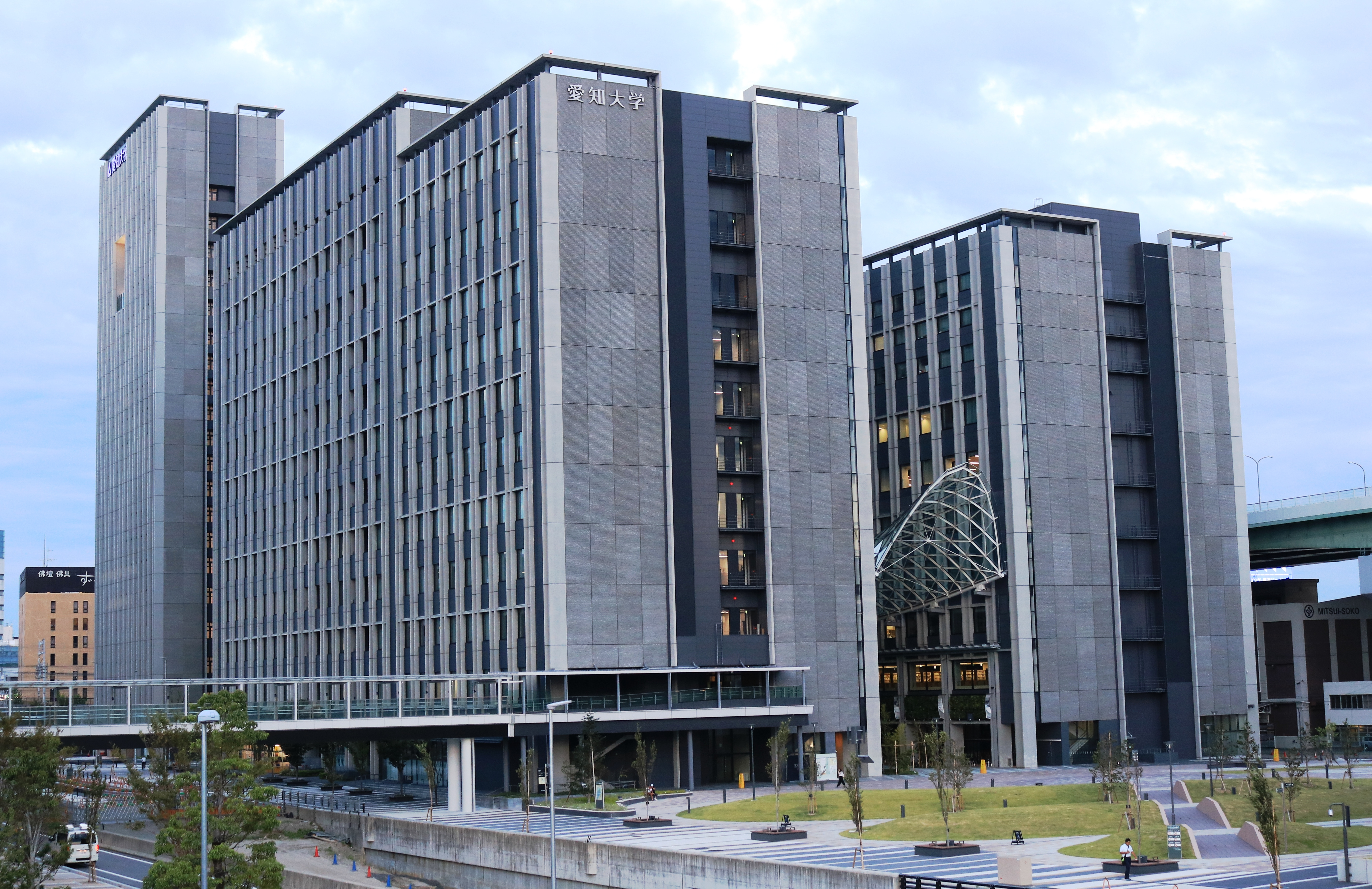
Aichi-Universität

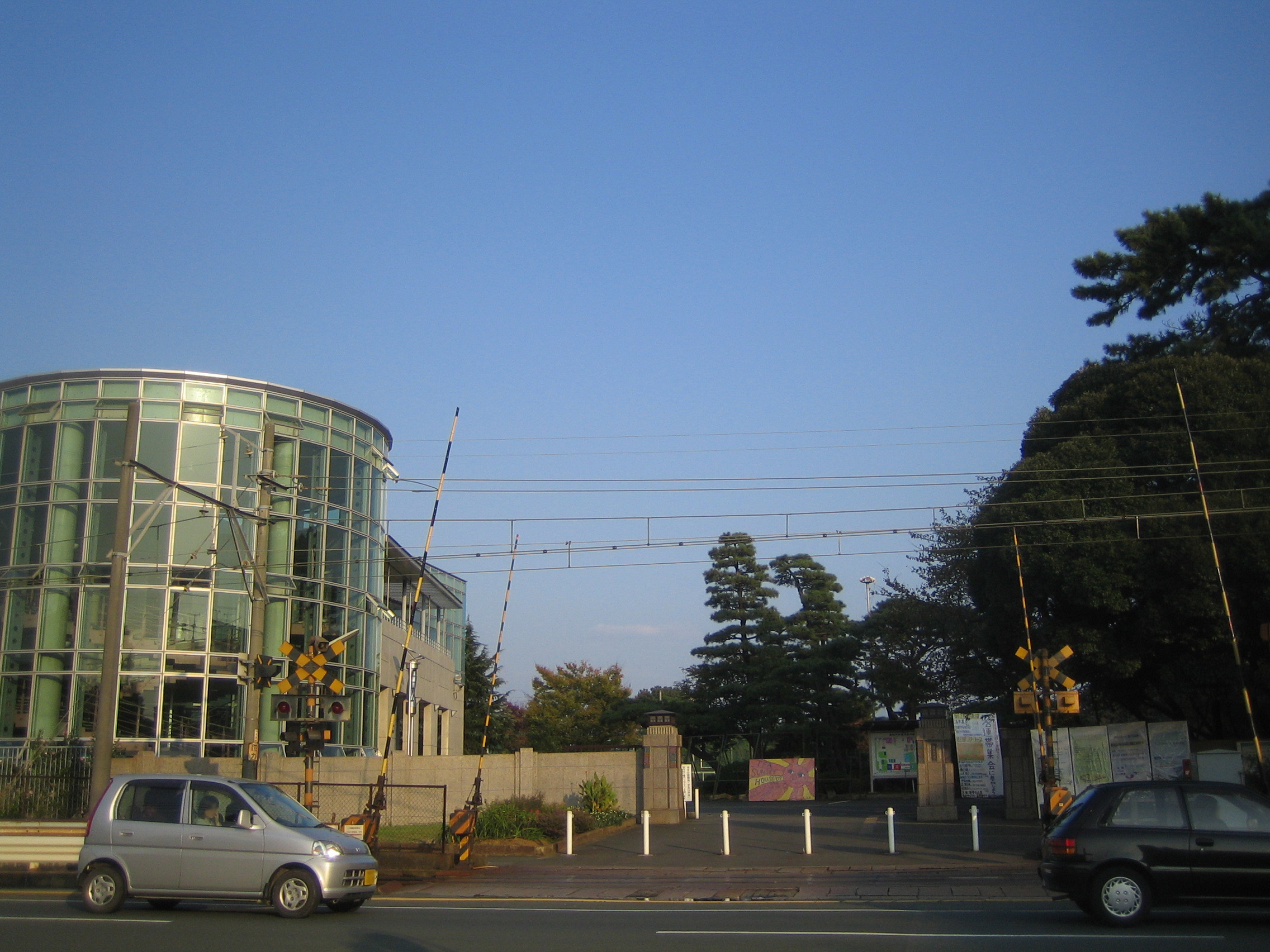
Eingang zum Toyohashi-Campus

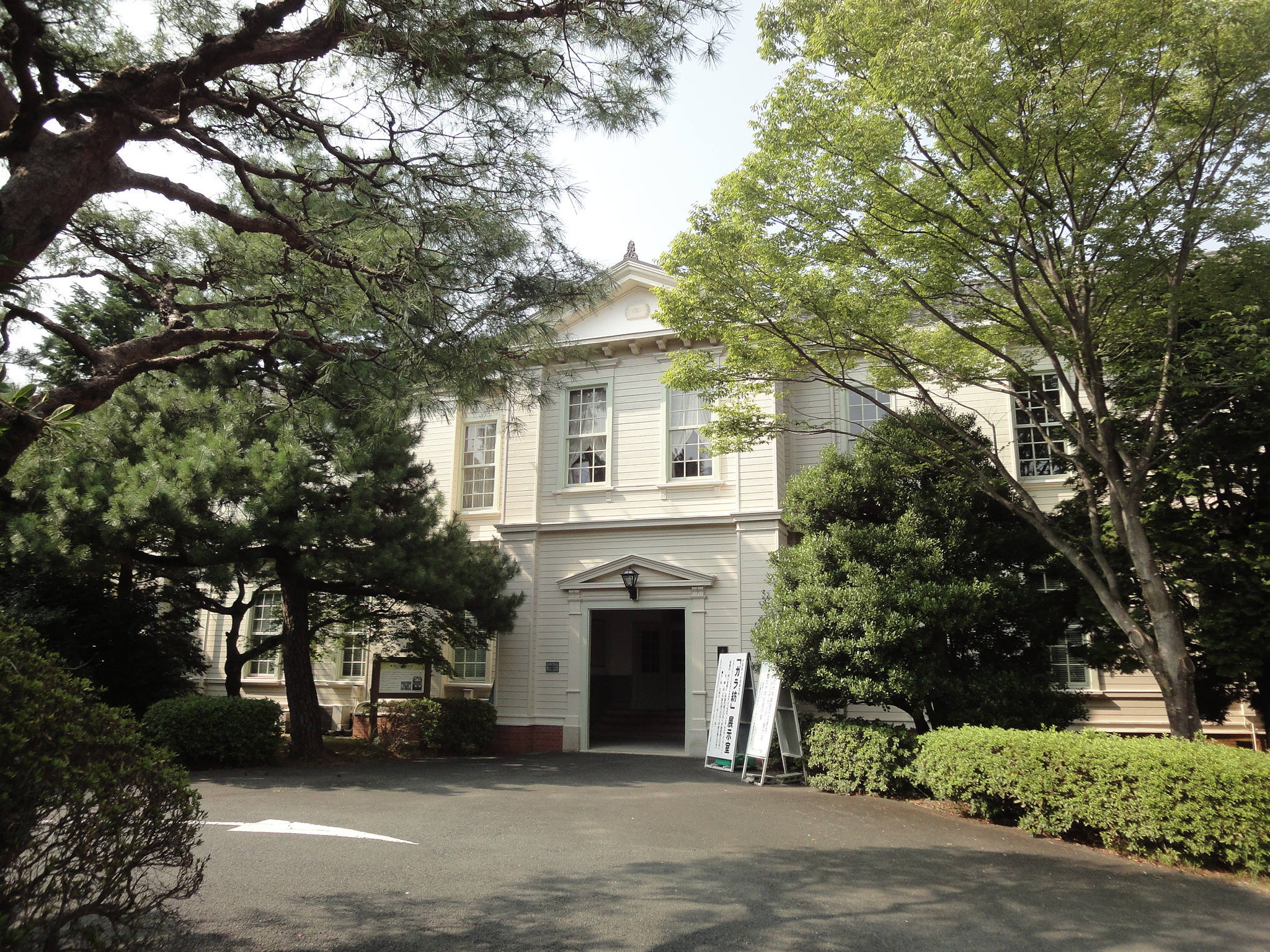
Gedenkmuseum (ehemaliges Hauptgebäude)

Die Aichi-Universität (jap. 愛知大学, Aichi daigaku, kurz: Aidai (愛大)) ist eine private Universität in Japan. Der Hauptcampus liegt in Toyohashi in der Präfektur Aichi.
Der Name Aichi (愛知) kommt aus der Übersetzung vom griechischen Wort φιλοσοφία (philosophia, dt. wörtlich: „Liebe zur Weisheit“; siehe: Philosophie), nicht nur aus dem Präfekturnamen.

## Geschichte
Gegründet wurde die Universität im November 1946 von den ehemaligen Professoren und Studenten der Tōa-Dōbunshoin-Universität (東亜同文書院大学), die bis August 1945 in Shanghai sich befand. Die Tōa-Dōbunshoin wurde 1901 von der japanischen Tōa-Dōbun-Gesellschaft (東亜同文会, Tōa dōbun kai; Tōa bezeichnet „Ostasien“, Dōbun „Leute mit den gleichen Schriftzeichen“) gegründet. Sie diente den japanischen Studenten in China als Forschungszentrum der modernen Sinologie. 1939 erlangte diese den Universitätsstatus. Im August 1945, als Japan im Pazifikkrieg besiegt wurde, wurden die Schulgebäude von der chinesischen Verwaltung okkupiert, und die Professoren und Studenten kehrten nach Japan zurück.
Nachdem 1949 China ein kommunistischer Staat wurde, führte die Universität noch die China-Studien fort, und 1968 veröffentlichte sie ein Chinesisch-Japanisch Wörterbuch (中日大辞典, Chū-nichi dai jiten). Sie gründete 1991 die Abteilung für China-Studien in der Graduate School, 1997 dann die Fakultät für Moderne China-Studien.
Der Hauptcampus (Toyohashi-Campus) war der ehemalige Sitz einer Militärbasis der japanischen Armee, und das alte Hauptgebäude (erbaut 1908) dient heute als Museum für die Geschichte der Universität.

## Fakultäten
Im April 2012 wurde der neue Nagoya-Campus eröffnet, und die Fakultäten (außer Geisteswissenschaften und Regionalpolitik) zogen in den neuen Campus um.
- Toyohashi-Campus (in Toyohashi, Präfektur Aichi, 34° 44′ 25,7″ N, 137° 23′ 11,5″ OKoordinaten: 34° 44′ 25,7″ N, 137° 23′ 11,5″ O):
  - Geisteswissenschaften
  - Regionalpolitik
- Nagoya-Campus (in Sasashima, Nakagawa-ku, Nagoya, 35° 9′ 40,2″ N, 136° 53′ 3,6″ O):
  - Rechtswissenschaft
  - Betriebswirtschaftslehre
  - Volkswirtschaftslehre
  - Moderne China-Studien
  - Internationale Kommunikationswissenschaft

Die Graduate Schools (außer Geisteswissenschaften) werden seit April 2012 im Kurumamichi-Campus (in Higashi-ku, Nagoya, 35° 10′ 27,8″ N, 136° 55′ 39,6″ O) angeboten.

## Bekannte Professoren
- Christian Schwarzenegger, Professor für Europarecht, Rechtsvergleichung, Strafrecht und Kriminologie.
- Hozumi Toshihiko, Professor für die Geschichte der Volkswirtschaftslehre, Übersetzer der Werke Rudolf Hilferdings ins Japanische.

## Bekannte Absolventen
- Hitoki Iwase, Baseballspieler